# Hoshihananomia perlata
Hoshihananomia perlata es una especie de coleóptero de la familia Mordellidae.

## Distribución geográfica
Habita en Europa, Siberia y Japón.